# Juan de Altamirano
Juan Gutiérrez de Altamirano (Medellín, Corona de Castilla, ca. 1495 – f.Nueva España, Imperio español, 1562) Licenciado en Derecho, juez de la Real Audiencia de Santo Domingo, gobernó la isla Fernandina, como entonces se conocía a Cuba, de manera interina. desde 1525 a 1526, como teniente de gobernador del Almirante de la Mar Océano.

## Biografía
Vélez de Gómara señaló que era primo de Hernán Cortés. De 1524 a 1535 en la isla de Cuba se suceden varios gobiernos interinos, como los de Manuel de Rojas y Córdova o el suyo, hasta el nombramiento de Gonzalo de Guzmán el 27 de abril de 1526 por el rey de España.
A principios de 1525, fue comisionado por la Audiencia de la Isla de La Española para tomar la residencia al primer gobernador y poblador de la isla de Cuba el adelantado Diego Velázquez.
Inicia su labor en la ciudad de Santiago de Cuba el 14 de marzo del mismo año; tomando el gobierno en todo lo respectivo a la parte judicial y municipal, mientras que el regidor y dependiente de la casa real Manuel de Rojas, que con la aprobación de la Audiencia lo había tomado en el Ayuntamiento de Santiago a fines de septiembre anterior cuando murió Velázquez, continuó ejerciendo interinamente ambos cargos, como teniente  gobernador de Cuba en nombre del Almirante....

"...Altamirano fue hombre de justicia y sufrió en su comisión graves desabrimientos, lo mismo que Rojas, por hacer observar la justicia estricta en pueblos compuestos de pocos y desavenidos vecinos..."
Jacobo de la Pezuela.

Concluido su mandato fue juzgado por su sucesor.